# 黑翼槳鰭麗魚
黑翼槳鰭麗魚，為輻鰭魚綱鱸形目隆頭魚亞目慈鯛科的其中一種，被IUCN列為易危保育類動物，分布於非洲馬拉威湖流域，棲息深度12-25公尺，體長可達10.3公分，棲息在沙石底質水域，雄魚會築巢，具有領域性，雌魚成群活動，以浮游生物等為食。